# Elia Kazan
Elia Kazan, eig. Elias Kazancıoğlu (Grieks: Ηλίας Καζαντζόγλου) (Istanboel, 7 september 1909 – New York, 28 september 2003) was een Amerikaans filmregisseur.
De in Istanboel geboren regisseur van films en toneelstukken verscheen voor de commissie van senator Joseph McCarthy en noemde er namen van mensen met vermeende communistische sympathieën.
Tot zijn opmerkelijke theatervoorstellingen behoren The Glass Menagerie, A Streetcar Named Desire (de twee toneelstukken waarmee schrijver Tennessee Williams zijn naam vestigde), All My Sons en Death of a Salesman (die hetzelfde deden voor schrijver Arthur Miller). Zijn prestaties als filmregisseur doen hier nauwelijks voor onder. Hij werd vijf keer genomineerd als beste regisseur en won twee Oscars als regisseur van Gentleman's Agreement (1947) en On the Waterfront (1954).
In zijn jeugd was Kazan lid van de Amerikaanse communistische partij, toen hij deel uitmaakte van een radicaal theatergezelschap in de jaren 30. Als overtuigd liberaal voelde Kazan zich verraden door de militaire wreedheden begaan door Stalin en de ideologische starheid van het stalinistische regime. Kazan werkte samen met de anticommunistische activiteiten van McCarthy. Een van de personen van wie hij de naam noemde voor de onderzoekscommissie was acteur John Garfield. Garfield kwam op de zwarte lijst en zijn carrière was ten einde, het volgende jaar (1952) overleed hij.
De Amerikaanse toneelauteurs Lillian Hellman en Arthur Miller waren het publiekelijk oneens met de redeneringen van Kazan. De film On the Waterfront, over een heldhaftige verklikker, wordt algemeen beschouwd als Kazans antwoord naar zijn critici. Millers The Crucible, over een puritein die liever sterft dan dat hij valse beschuldigingen uit tegen een van hekserij verdachte, was hierop weer een antwoord.
In 1999 ontving Kazan een ere-Oscar voor zijn hele carrière uit de handen van Robert De Niro.Hoewel velen in Hollywood vonden dat er genoeg tijd was verstreken om nu eindelijk de strijdbijl te begraven en het tijd werd om zijn grote artistieke prestaties te erkennen was er nog veel discussie over deze beslissing. Beelden van de betreffende Oscaruitreiking laten zien dat slechts driekwart van de aanwezigen deelnam aan de staande ovatie.
Kazan overleed op 94-jarige leeftijd.

## Filmografie

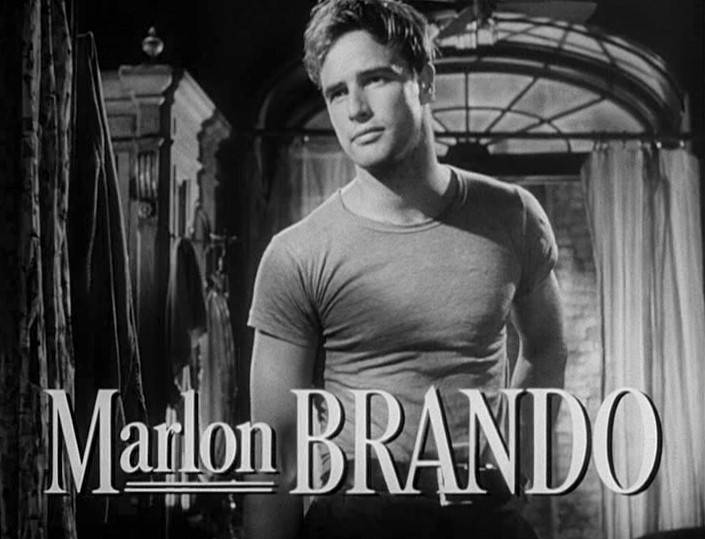
Marlon Brando in A Streetcar Named Desire uit 1951

- 1945: A Tree Grows in Brooklyn

- 1947: The Sea of Grass
- 1947: Boomerang!
- 1947: Gentleman's Agreement
- 1949: Pinky
- 1950: Panic in the Streets
- 1951: A Streetcar Named Desire
- 1952: Viva Zapata!
- 1953: Man on a Tightrope
- 1954: On the Waterfront
- 1955: East of Eden
- 1956: Baby Doll
- 1957: A Face in the Crowd
- 1960: Wild River
- 1961: Splendor in the Grass
- 1963: America, America
- 1969: The Arrangement
- 1972: The Visitors
- 1976: The Last Tycoon